# Lehrmethode
Die Begriffe Lehrmethode und Unterrichtsmethode werden nicht einheitlich verwendet. Sie bezeichnen das Verfahren des Lehrens, also der Unterweisung und Anleitung, die im Unterricht der Schule, der Ausbildung, der Hochschule sowie in Angeboten der Erwachsenenbildung Anwendung finden. Die Spannweite gängiger Bedeutungen reicht dabei von einem pädagogischen Konzept, das dem Lehrbetrieb einer ganzen Institution zugrunde liegt, über den Unterrichtsstil eines einzelnen Lehrers bis zur Sozial- und Arbeitsform in einer bestimmten Phase einer einzelnen Unterrichtsstunde.
Von der Lehrmethode ist die Lernmethode zu unterscheiden, bei welcher der Fokus der Betrachtung auf den Lernenden gerichtet ist.

## Grundlagen und Bezugswissenschaften
Die pädagogische Methodik und mit ihr die angemessene Methodenwahl sind ein wesentlicher Teil der Unterrichtsplanung und praktischen Unterrichtsgestaltung. Erfolgreiche Lehrmethoden basieren auf den Erkenntnissen über die Lernvorgänge, also auf der Lernpsychologie, der Entwicklungspsychologie und der Didaktik. Häufig werden sie auf Grundlage von Lerntheorien entwickelt. Lernmethoden beschäftigen sich damit, wie Lernen gestaltet werden soll. Sie spielen auch noch im Bereich der Erwachsenenbildung eine große Rolle.

## Vom Drill zur Handlungsorientierung
Drill (auch als „Pauken“, „Büffeln“ oder „Bimsen“ bezeichnet) gelten als veraltet. Im Mittelpunkt des Unterrichts stehen heute die Lernenden als Subjekte. Der Schülerzentrierte Unterricht wird häufig dem vorwiegend Lehrerzentrierten Unterricht vorgezogen: Modernes Unterrichten kennzeichnet sich jedoch durch die Normalform des Sozialintegrativen Unterrichts, bei dem Schüler wie Lehrer in eine partnerschaftliche Kommunikation treten. Je nach Altersstufe, Lernstoff und Lernziel können auch die beiden anderen Unterrichtsstile sinnvoll zum Einsatz kommen, bei denen entweder die Schüler oder der Lehrer das Unterrichtsgeschehen stärker bestimmen. Beispiele für Vermittlungsformen, bei denen mehr eine Einzelperson, Lehrer oder Schüler, lehrend in den Vordergrund tritt, sind etwa der Vortrag, die Vorlesung oder das Referat. Forschend-entwickelnder Unterricht, Offener Unterricht, Lernen durch Lehren oder Freiarbeit kennzeichnen mehr die Schüleraktivitäten. Bei der Projektarbeit tritt mehr die koordinierte Gemeinschaftsleistung der Lehrenden und Lernenden in den Vordergrund.
Der Handlungsorientierung wird heute im Sinne des Mehrdimensionalen Lernens als Ergänzung zum eher kopfbetonten Lernen eine große Bedeutung zugesprochen.

## Unterrichtsmethoden
Unterrichtsmethoden strukturieren ein Thema, um ideale Bedingungen zum Lernen zu bieten. Sie sind also der Unterrichtsweg. Unterscheiden lassen sich Unterrichtsmethoden in Makro- und Mikromethoden. Makromethoden dienen der Strukturierung einer gesamten Unterrichtsstunde oder einer Unterrichtseinheit. Durch sie wird die Aufbereitung des Lernweges bestimmt. Beispiele für Makromethoden wären:
- die Fallanalyse,
- die Talkshow,
- die Debatte,
- das Fallprinzip (mit den Methoden Fallstudie und Fallanalyse)
- das Planspiel oder
- die Expertenbefragung
- Lernen durch Lehren.

Mikromethoden hingegen unterstützen einzelne Phasen des Unterrichts. Hierzu gehören unter anderem:
- der Lehrervortrag,
- Karikaturen oder
- die Textanalyse.

Für weitere Methoden siehe Methodik, Liste der Unterrichtsmethoden, Unterrichtstechniken (Lehr-Lern-Methoden).

## Sozialformen
Bei der Verwendung einer Methode sollte zudem unterschieden werden, in welcher Sozialform diese durchgeführt werden. Sozialformen sind:
- Einzelarbeit oder Stillarbeit
- Partnerarbeit oder Tandemarbeit
- Gruppenarbeit oder Gruppenunterricht
- Frontalunterricht.

## Herausforderungen für die Zukunft
Aufgrund des in der heutigen Zeit oft wenig reflektierten Einsatzes von Informations- und Kommunikationsmedien im Unterricht sollte die Sinnhaftigkeit besagten Einsatzes verstärkt hinterfragt werden sowie im Falle der Entscheidung für den Mediengebrauch mit den Lehrmethoden den Erfordernissen der Medien wirklich Rechnung getragen werden.